# Ninna Cederholm
Ninna Cederholm (født 13. april 1974) er en dansk skuespiller og uddannet på Statens Teaterskole i 2001. Hun er mest kendt for sin rolle som Dorte i Bella, min Bella.

## Filmografi

### Film
| År   | Titel           | Rolle | Noter |
| ---- | --------------- | ----- | ----- |
| 1996 | Bella min Bella | Dorte |       |
| 2006 | Næste skridt    |       |       |

### Tv-serier
| År   | Titel       | Rolle              | Noter      |
| ---- | ----------- | ------------------ | ---------- |
| 2004 | Forsvar     | Tina Jensen        | 1 episode  |
| 2010 | Livvagterne | Lille Kurts hustru | 2 episoder |

## Eksterne links
- Ninna Cederholm på Internet Movie Database (engelsk)
- Ninna Cederholm på Filmdatabasen
- Ninna Cederholm på danskefilm.dk
- Ninna Cederholm på danskfilmogtv.dk
- Ninna Cederholm på Scope
- Ninna Cederholm på The Movie Database (engelsk)
- Ninna Cederholms officielle hjemmeside Arkiveret 11. juli 2007 hos  Wayback Machine